# Hej dámy, děti a páni
Hej dámy, děti a páni je druhé studiové album sourozenců Hany a Petra Ulrychových a zároveň první vydaná dlouhohrající deska skupiny Atlantis. Album vyšlo na LP v roce 1972 ve vydavatelství Panton (katalogové číslo 11 0310). O dva roky později vyšla exportní anglicky zpívaná verze desky po názvem Hana & Petr.

## Popis
Poněkud rozpačité přijetí předchozí desky 13 HP jak posluchači, tak zejména samotnými interprety, bylo pro Hanu i Petra Ulrychových impulzem pro rozvázání pracovních poměrů v Praze a přechod zpět do svého domácího prostředí v Brně. Společně se tu dala dohromady nová sestava Atlantisu, s novou deskou pomáhal též Orchestr Gustava Broma. Petr Ulrych se také stal téměř výhradním autorem písní i producentem celého alba. To mělo výrazný dopad na pozdější hudební vývoj sourozenecké dvojice. Odpadly tak poněkud nasládlejší popové melodie a nicneříkající texty, ale zejména do rockové tvorby začal pomalu vnikat moravský folklór: v písni „Chtěl jsem hledat čistou studánečku“ se poprvé dostává ke slovu jiné aranžmá než na jaké byl posluchač té doby zvyklý.
Album bylo nahráno v brněnském studiu Dukla v listopadu a prosinci 1971. Desku produkoval Petr Ulrych, o hudební režii se staral Jan Kulíšek, o zvukovou režii Vojtěch Veselý. Autorem původního obalu byl Aleš Striegl, který využil fotografie Svatoslava Fialy.

## Seznam skladeb

### Strana A
1. „Je to známá věc“ (Petr Ulrych)
2. „Dívka mých snů“ (Petr Ulrych)
3. „V ráji papoušků“ (Petr Ulrych / Vladimír Poštulka)
4. „Zpěvánka na lásku“ (Petr Ulrych)
5. „Hou, houpy hou“ (Petr Ulrych)
6. „Život jde dál“ (Petr Ulrych / Jiří Vanýsek)

### Strana B
1. „Medvědí bál“ (Petr Ulrych / Vladimír Poštulka)
2. „Chtěl jsem hledat čistou studánečku“ (Mojmír Bártek / Petr Ulrych)
3. „Proč mě stále hlídáš“ (Petr Ulrych)
4. „Už je tu léto“ (Petr Ulrych / Vladimír Poštulka)
5. „Plyne voděnka“ (Petr Ulrych)
6. „Hej dámy, děti, páni“ (Petr Ulrych)

## Obsazení
- Atlantis
  - Hana Ulrychová – zpěv
  - Petr Ulrych – zpěv, kytara
  - Zdeněk Kluka – bicí
  - Jan Hubáček – baskytara
  - Vladimír Severa – kytara
- Rudolf Hájek – flétna, saxofon
- Petr Oliva – cimbál
- sólisté Orchestru Gustava Broma
  - Josef Blaha – piano, elektronické varhany, hoboj
  - Artur Pavlíček, Milan Michna, Jiří Budař – trubka
  - Mojmír Bártek, Theodor Zawicki, Jan Formánek – trombon
- Velký smyčcový orchestr – vedoucí Jiří Hudec